# Франкеј
Франкеј (фр. Francueil) је насељено место у Француској у региону Центар, у департману Ендр и Лоара.
По подацима из 2011. године у општини је живело 1299 становника, а густина насељености је износила 100,62 становника/km².

## Демографија
| 1962. | 1968. | 1975. | 1982. | 1990. | 2011. |
| ----- | ----- | ----- | ----- | ----- | ----- |
| 831   | 790   | 704   | 799   | 890   | 1.299 |